# Filip III Arrideu
Filip Arrideu o simplement Arrideu (en llatí Philippus Arrhidaeus, en grec antic Φίλιππος Γ΄ ὁ Ἀρριδαῖος) fou un germanastre d'Alexandre el Gran, fill de Filip II de Macedònia i d'una ballarina de nom Filinna de Larissa. Es diu que era retardat i que el defecte li venia d'una poció que li va donar quan era un nen la reina Olímpies per gelosia.
Alexandre el va fer sortir de Macedònia potser per por del que podria fer la seva mare Olímpies, però no li va donar cap comandament ni civil ni militar. Era a Babilònia al temps de la mort d'Alexandre (323 aC) i llavors va ser proclamat rei sota el nom de Filip III Arrideu, ja que Alexandre, el fill del conqueridor i de Roxana, encara no havia nascut. Quant Roxana va tenir el fill, com que era mascle, va ser associat al tron amb el nom d'Alexandre IV de Macedònia.
El 322 aC es va casar amb Eurídice III de Macedònia que des de llavors el va dominar. En tornar a Macedònia, Eurídice va intentar obtenir el poder suprem en oposició a Polipercó. Roxana i el seu fill van fugir a Epir, on Olímpies, de la casa reial epirota, va induir al rei Aecides a envair Macedònia en ajut de Polipercó. Aecides va fracassar i Arrideu i Eurídice van ser fets presoners i executats per ordre d'Olímpies.
El 317 aC Cassandre, després d'eliminar Olímpies, va enterrar el cossos d'Arrideu i Eurídice amb els honors deguts a Eges i va celebrar uns jocs funeraris en honor seu.